# تشارلز جيمس فولكنير
تشارلز جيمس فولكنير (بالإنجليزية: Charles James Faulkner) هو قاضي ومحامي وسياسي أمريكي، ولد في 21 سبتمبر 1847 في الولايات المتحدة، وتوفي بنفس المكان في 13 يناير 1929. حزبياً، نشط في الحزب الديمقراطي. انتخب عضو مجلس الشيوخ الأمريكي.